# Kenia na Letnich Igrzyskach Olimpijskich 1960
Kenia na Letnich Igrzyskach Olimpijskich 1960, reprezentowana była przez 27 sportowców. Był to drugi występ Kenii (Kolonia Kenii) w Igrzyskach Olimpijskich. Żadnemu ze sportowców nie udało się zdobyć medalu na tej olimpiadzie.

## Występy reprezentantów Kenii

### Hokej na trawie
Skład reprezentacji:
- Krishnan Kumar Aggarwal
- Edgar Fernandes
- Egbert Fernandes
- Hilary Fernandes
- Silvester Fernandes
- Saude George
- Alu Mendonca
- John Sinonian
- Kirpal Singh Bhardwaj
- Surjeet Singh Deol
- Surjeet Singh Panesar
- Pritam Singh Sandhu
- Gursaram Singh Sehmi
- Avtar Singh Sohal
- Nil Jagnandandan Singh
- Anthony Vaz

Grupa C
| Drużyna | M | Z | R | P | Br+ | Br- | Pkt |
| ------- | - | - | - | - | --- | --- | --- |
| Kenia   | 3 | 2 | 1 | 0 | 8   | 0   | 5   |
| Niemcy  | 3 | 2 | 0 | 1 | 10  | 1   | 4   |
| Francja | 3 | 1 | 1 | 1 | 2   | 5   | 3   |
| Włochy  | 3 | 0 | 0 | 3 | 0   | 14  | 0   |

| 29 sierpnia 1960 10:00 | Kenia | 1−00−0 | Niemcy |  |
|                        |       |        |        |  |

| 1 września 1960 15:00 | Kenia | 7−03−0 | Włochy |  |
|                       |       |        |        |  |

| 3 września 1960 16:30 | Kenia | 0−0 | Francja |  |
|                       |       |     |         |  |

Ćwierćfinał
| 5 września 1960 14:30 | Wielka Brytania | 2−1 | Kenia |  |
|                       |                 |     |       |  |

### Lekkoatletyka
- Arere Anentia

bieg na 10 000 m – 19 miejsce ( 30:03,0 )
- Seraphino Antao

bieg na 100 m – półfinał ( 10,6 s)
bieg na 200 m – ćwierćfinał ( 21,6 s)
bieg na 110 m przez płotki – eliminacje ( 15,0 s)
- Nyandika Maiyoro

bieg na 5000 m – 6 miejsce ( 13:52,8 )
- Bartonjo Rotich

bieg na 400 m –  ćwierćfinał ( 47,8 s )
bieg na 400 m przez płotki – półfinał ( 51,8 s )
- Kanuti Sum

maraton – 59 miejsce ( 2:46:55,2 )

### Strzelectwo
- Edward Penn

pistolet 50 m – 40 miejsce ( 521  )
- Charles Trotter

karabin małokalibrowy 50 m leżąc – 37 miejsce ( 574  )
- Petrus Visagie

karabin małokalibrowy 50 m leżąc – 43 miejsce ( 571  )

### Żeglarstwo
- Anthony Bentley-Buckle, Ronald Blaker

klasa Latający Holender (FD) – 20 miejsce ( 2680  )
- Daniel Mackenzie

klasa Finn – 29 miejsce ( 1686  )